# 문의군
문의군(文義郡)은 지금의 청주시 상당구 동남부(문의, 가덕)와 서원구 서남부(현도) 및 세종 부강면 일대에 있었던 행정구역이다.

## 역사
(링크)
본래 백제의 일모산군(一牟山郡)이었는데, 757년(경덕왕 16)연산군(燕山郡)으로 고쳤다. 고려 때청주에 소속되었다가 1172년(명종 2) 감무를 두었으며, 1259년(고종 46) 위사공신(衛社功臣) 박희실(朴希實)의 내향(內鄕)이라 하여 문의현으로 승격시키고 현령을 두었다. 충렬왕 때 가림(嘉林: 지금의 부여군 임천면)에 병합하였다가 곧 복구하였다.
임진왜란 때 청주에 속하였다가 1597년(선조 30) 현으로 복구하였다. 1895년(고종 32) 군으로 승격되었다가 1914년 행정구역개편 때 청주에 병합되었다. 1946년청주읍이 부로 승격됨에 따라 청원군으로 개칭, 문의면으로 되었다.
이곳의 지형은 차령산맥과 소백산맥의 중간저지를 흐르는 금강유역에 발달한 소규모의 침식분지이다. 문의라는 지명은 붓끝같이 생겼다는 문필봉에서 나온 것으로 ‘의(義)를 위하여 글을 쓴다’는 의미를 가진다.
조선시대에 남북으로는 옥천과 청주, 동서로는 연기와 회인을 연결하는 도로가 발달하였다. 덕류역(德留驛)이 있었으며, 소이산(所伊山)에는 봉수가 있었다. 고려태조와 후백제군이 격전을 벌였던 곳이기도 하다.

## 1914년 이후
| 부령 제111호 | |             |                                                                        |                                                                        |
| 구 행정구역 (문의군) | 구 행정구역 (문의군) | 신 행정구역 | 신 행정구역                                                            | 신 행정구역                                                            |
| 동면(東面) 국전리/상대리/하대리/삼항리, 고지리/노동리, 두만리/상노리/중노리/하노리/능동리, 삼항리, 상대리/중대리/하대리, 죽리/지촌리/계산리/인차리, 화산리/능변리/금곡리/청용리, 행정리                                            | 동면(東面) 국전리/상대리/하대리/삼항리, 고지리/노동리, 두만리/상노리/중노리/하노리/능동리, 삼항리, 상대리/중대리/하대리, 죽리/지촌리/계산리/인차리, 화산리/능변리/금곡리/청용리, 행정리                                            | 가덕면      | 국전리, 노동리, 노현리, 상대리, 삼항리, 인차리, 청용리, 행정리         | 국전리, 노동리, 노현리, 상대리, 삼항리, 인차리, 청용리, 행정리         |
| 읍내면(邑內面) 덕유리, 상동리/하동리/조동리/석교리/신촌리, 미천리/신대리/덕은리, 기산리/강변리/상장리/이동리/삼리 | 읍내면(邑內面) 덕유리, 상동리/하동리/조동리/석교리/신촌리, 미천리/신대리/덕은리, 기산리/강변리/상장리/이동리/삼리 | 양성면      | 덕유리, 문산리, 미천리, 상장리                                         | 덕유리, 문산리, 미천리, 상장리                                         |
| 북면(北面) 성북리/성남리/화산리/수여리/남계리, 마장리/어은리/목동리/사현리/도원리, 부수리/분장리/도원리/두모리, 무수리/등동리/정가리/사현리                                                                                        | 북면(北面) 성북리/성남리/화산리/수여리/남계리, 마장리/어은리/목동리/사현리/도원리, 부수리/분장리/도원리/두모리, 무수리/등동리/정가리/사현리                                                                                        | 양성면      | 남계리, 도원리, 두모리, 등동리, 품곡리                                 | 남계리, 도원리, 두모리, 등동리, 품곡리                                 |
| 남면(南面) 가호리, 마근리/괴곡리/시남리, 청담리/묘암리/상구리/하구리, 토항리/점촌리/덕포리/상대리, 학암리/용두리/상산리/하산리, 소여리/벌전리/산서리/상대리, 신전리/하대리/웅곡리, 후곡리/평촌리/도곡리                            | 남면(南面) 가호리, 마근리/괴곡리/시남리, 청담리/묘암리/상구리/하구리, 토항리/점촌리/덕포리/상대리, 학암리/용두리/상산리/하산리, 소여리/벌전리/산서리/상대리, 신전리/하대리/웅곡리, 후곡리/평촌리/도곡리                            | 용흥면      | 가호리, 괴곡리, 구룡리, 문덕리, 산덕리, 소전리, 신대리, 후곡리         | 가호리, 괴곡리, 구룡리, 문덕리, 산덕리, 소전리, 신대리, 후곡리         |
| 일도면(一道面) 달계리/상덕리/중덕리, 덕리/매봉리, 신촌리/시목리/상봉리/하봉리, 오가리/상석리/하석리 | 일도면(一道面) 달계리/상덕리/중덕리, 덕리/매봉리, 신촌리/시목리/상봉리/하봉리, 오가리/상석리/하석리 | 현도면      | 달계리, 매봉리, 시목리, 하석리                                         | 달계리, 매봉리, 시목리, 하석리                                         |
| 이도면(二道面) 용방리/노동리/노서리, 평리/상삼리, 선동리/내동리/시목리, 내동리/시동리/시서리, 남촌리/매봉리/양지리, 우록리/노동리/매동리/화항리, 죽전리/내삼리/옥포리, 중삼리/하삼리, 상척리/중척리/하척리/강정리                  | 이도면(二道面) 용방리/노동리/노서리, 평리/상삼리, 선동리/내동리/시목리, 내동리/시동리/시서리, 남촌리/매봉리/양지리, 우록리/노동리/매동리/화항리, 죽전리/내삼리/옥포리, 중삼리/하삼리, 상척리/중척리/하척리/강정리                  | 현도면      | 노산리, 상삼리, 선동리, 시동리, 양지리, 우록리, 죽전리, 중삼리, 중척리 | 노산리, 상삼리, 선동리, 시동리, 양지리, 우록리, 죽전리, 중삼리, 중척리 |
| 삼도면(三道面) 상검리/하검리/백운리/신촌리, 매포리/노포리/마포리, 노포리/등동리/조은리, 호계리/자창리/문곡리/남성리/달산리, 유평리/구평리/도중리/태산리/신대리/신동리/대룡리/소룡리/동촌리/오대리/남성리, 상외천리/하외천리/상삼리 | 삼도면(三道面) 상검리/하검리/백운리/신촌리, 매포리/노포리/마포리, 노포리/등동리/조은리, 호계리/자창리/문곡리/남성리/달산리, 유평리/구평리/도중리/태산리/신대리/신동리/대룡리/소룡리/동촌리/오대리/남성리, 상외천리/하외천리/상삼리 | 부용면      | 금호리, 노호리, 등곡리, 문곡리, 부강리, 외천리                         | 금호리, 노호리, 등곡리, 문곡리, 부강리, 외천리                         |